# 累犯
累犯（るいはん）は、第1の犯罪について懲役刑の執行を終わり若しくはその執行の免除を得た後、5年以内に更に第2の犯罪を犯し、有期懲役に処すべき場合（再犯）、又はそのような犯罪が3回以上続く場合（三犯以上の累犯）をいう（刑法56条、59条）。
累犯者に対しては懲役刑の刑期が加重される（累犯加重）。
もっとも、以上のような刑法上の定義とは異なり、繰り返し犯罪を行うことを指して用いられることもある。

## 趣旨
累犯の刑が加重されるのは、一度刑を科したにもかかわらず、懲りずにまた罪を犯したという点で、初犯者よりも強い責任非難が加えられるからであるという見解（行為責任説）、行為者の反社会的危険性に対する保安処分としての性格を有するとする見解（行為者責任説）、その両者を根拠とする見解がある。

## 再犯
以下の要件を満たす場合に、刑法56条の再犯（さいはん）となる。
1. 前に懲役に処せられた者であること
  - 前犯について、宣告刑として懲役刑が言い渡された場合を意味する。
  - 例外の第一として、懲役に当たる罪と同質の罪により死刑に処せられた者が、(1)その執行の免除（31条(平成22年4月27日改正前に限る)、5条、恩赦法8条等）を得た場合、(2)減刑（恩赦法6条、7条）により懲役に減軽されてその執行を終えた場合、又は(3)減刑により懲役に減軽された上その執行の免除を得た場合は、累犯加重の理由となる（同条2項）。
  - 例外の第二として、併合罪について処断された者が、その併合罪のうちに懲役に処すべき罪があったのに、その罪が最も重い罪でなかったため懲役に処せられなかったものであるときは、再犯に関する規定の適用については、懲役に処せられたものとみなされる（同法56条3項）。例えば、前犯が内乱謀議参与（同法77条1項2号前段。法定刑は無期又は3年以上の禁錮）と現住建造物等放火予備（同法113条、108条。法定刑は2年以下の懲役）の併合罪であったとき、刑法10条により内乱謀議参与の方が重いため禁錮刑が言い渡されるが、懲役に処すべき現住建造物等予備があることから、累犯加重の理由となる。
2. 前刑の執行を終わった日又は執行の免除があった日から5年以内に今回の犯罪が行われたこと
  - 刑の執行を終わったこと又は執行の免除があったことが必要であり、前刑の執行猶予中の犯罪については、累犯加重はされない（最高裁昭和28年7月17日判決・刑集7巻7号1537頁）。前刑の仮出獄期間中に行った犯罪についても、累犯加重はされない（最高裁昭和24年12月24日判決・裁判集刑事15巻583頁）。
  - 「執行を終わった日から5年以内に」とは、受刑の最終日の翌日から起算して5年以内をいう（最高裁昭和57年3月11日判決・刑集36巻3号253頁）。5年以内に犯罪の着手があればよい（最高裁昭和24年4月23日判決・刑集3巻5号621頁）。
3. 今回の犯罪について有期懲役に処するべき場合であること
  - このため、累犯加重は、刑種の選択をした後に判断することとなる。

## 三犯以上の累犯
三犯（さんぱん）以上の者についても、再犯の例による（同法59条）。
三犯とは、(1)第1の犯罪と第2の犯罪が56条の再犯の関係に立ち、(2)第2の犯罪と第3の犯罪（今回の犯罪）が再犯の関係に立ち、かつ(3)第1の犯罪と第3の犯罪（今回の犯罪）が再犯の関係に立つものをいう。四犯以上も同様である。

## 累犯加重
累犯の処断刑は、その罪について定めた懲役の長期の2倍以下とされ（同法57条、59条）、30年にまで上げることができる（同法14条2項前段）。
累犯加重は、他の減軽・加重に先立って行わなければならない（刑法72条）。ただし、科刑上一罪との関係では、科刑上一罪の処理をした後に累犯加重すべきであるとされている（大審院明治45年3月28日判決・刑録18輯383頁）。

## 再犯率、再犯者率
まず、誤解を招きやすい「再犯率」と「再犯者率」の違いについて説明する。
「再犯率」とは、犯罪により検挙等された者が、その後の一定期間内に再び犯罪を行う確率をみる指標で、「再犯者率」とは、検挙等された者の中で、過去にも検挙等された者がどの程度いるのかを見る指標である。
2016年度の犯罪白書によれば、刑法犯の検挙人数は2005年から減少しているものの、再犯者率は増加傾向で過去最高の48％となった。さらに犯罪を減らすため、再犯防止が課題となっており、白書には「ひとたび過ちを犯した人を孤立させず、長期にわたって見守る必要がある」と記されている。
ちなみに、海外の再犯者率は、2005年9月2日のBBC Radio 4の報告によれば、アメリカ60％、英国50％で、この違いはリハビリと教育の違いと考えられるとしている。

## 累犯の原因と対策
暴力団組織では、服役歴の長さが犯罪者の「勲章」とみなされる傾向がある。
覚せい剤などの薬物事犯では、その依存性の高さから再犯率が高い傾向がある。平成21年の覚醒剤取締法による検挙人員11873名のうち、再犯者が6865名の57.8%と半数以上を占める。
刑務所では一度に複数の犯罪者を雑居房に収容するのが原則であるため、他の犯罪者との交流を誘発する。そのため、刑務所への服役が出所後の犯罪を誘発してしまう場合もある（悪風感染）。

知的障害者や身体障害者などの心身の能力が比較的低く、社会適応が困難な人が生活苦から犯罪を繰り返し、刑務所を「セーフティーネット」として利用するがための累犯もある。
アメリカ合衆国では、初めは非暴力的犯罪（麻薬が大半）で収監された者が刑務所内の暴力的な環境に影響されて暴力的になり、暴力犯罪でふたたび収監されたり、過疎の農村に誘致された刑務所が受刑者の家族の訪問を困難にさせ、受刑者と家族の結びつきをよわめ、出所しても帰る所がないためにギャング集団の一員になってしまったりするという問題がおきている。

## 再犯・累犯の厳罰化意見
前科前歴を有する者が再び犯罪を犯すことが多いことから、既存の法律を見直し、累犯者、特に窃盗・強盗、強姦常習者への厳罰化により社会から長期隔離を図るべきとする主張がなされている。
しかし、厳罰化によって再犯率が下がるという科学的な証明がなされていないことから
有効性は否定されている。事実、刑罰の軽重と再犯率の間には相関がない
事が証明されている

### 関連事件
殺人犯による累犯（再犯）事件。
- 小平事件
- 古谷惣吉連続殺人事件
- 三菱銀行人質事件
- 熊谷養鶏場宿舎放火殺人事件
- スナックママ連続殺人事件
- JT女性社員逆恨み殺人事件
- 大阪姉妹殺害事件（山口母親殺害事件の加害者による再犯）

過去に殺人事件を犯して無期懲役刑に処された受刑者が、仮釈放中に殺人を再犯して死刑に処された事例
- 東京都北区幼女殺害事件 - 1979年7月に発生。
- 福岡県直方市強盗殺人事件 - 1980年4月に発生。
- 熊本母娘殺害事件 - 1985年7月に発生。
- 福山市独居老婦人殺害事件 - 1992年3月に発生。
- 福島女性飲食店経営者殺害事件 - 1990年5月に発生。
- 豊中市2人殺害事件 - 1998年2月に発生。
- 宇都宮実弟殺害事件 - 2005年5月に発生。